# Anna Sedokowa

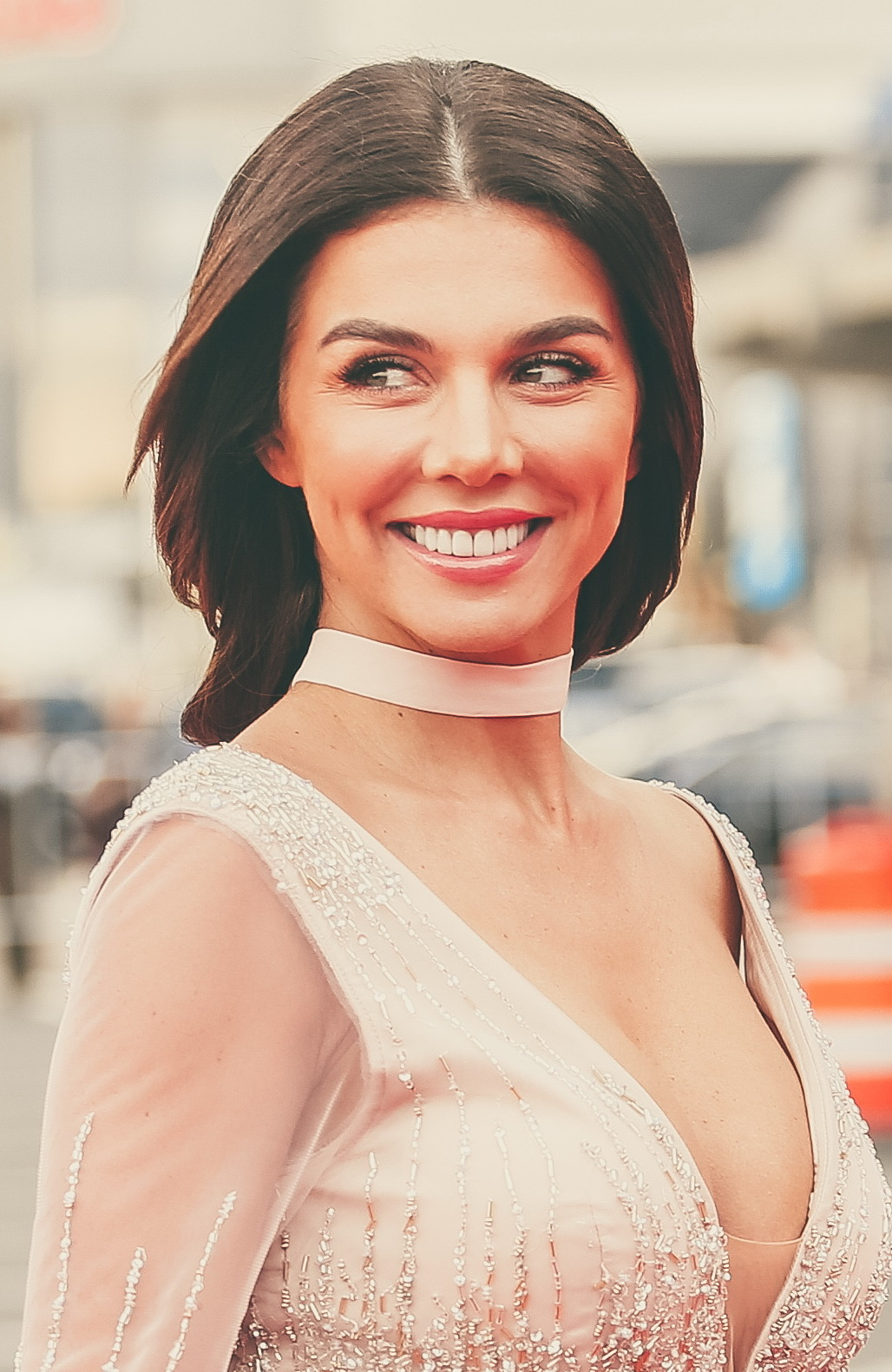
Anna Sjedokowa 2016

Anna Wladimirowna Sedokowa (russisch А́нна Влади́мировна Седоко́ва; ukrainisch А́нна Володи́мирівна Сєдоко́ва; * 16. Dezember 1982 in Kiew, Ukrainische SSR) ist eine ukrainische Popsängerin, Model und Moderatorin.

## Leben und Karriere
Die beiden Eltern von Anna stammen aus Tomsk.
Anna Sedokowa war von Frühjahr 2002 bis Mai 2004 Mitglied der populären ukrainisch-russischen Girlgroup VIA Gra und startete 2006 als Popsängerin eine Solokarriere. 2014 erhielt sie den russischen RU.TV Award, für dessen Annahme sie in der Ukraine auf Grund der russischen Intervention in der Ostukraine und der Krim kritisiert wurde. Ihr erstes Buch „Die Kunst der Verführung“ (russisch Исскуство соблазнения) erschien 2010 und wurde in Russland zu einem Bestseller.

## Privates
Sedokowa spricht fließend Ukrainisch, Russisch und Englisch. Von 2004 bis 2008 war sie mit dem 2014 verstorbenen weißrussischen Fußballer Waljanzin Bjalkewitsch verheiratet. Im Dezember 2004 brachte sie eine Tochter zur Welt. Von Februar 2011 bis Februar 2013 war Sjedokowa mit dem ukrainischen Geschäftsmann Maksim Tschernyaevskij verheiratet und wurde 2011 erneut Mutter einer Tochter.

## Diskografie

### Als Bandmitglied von VIA Gra
- 2002: Stop! Stop! Stop! (russischsprachige Version)
- 2002: Good morning, daddy! (russischsprachige Version)
- 2003: Don’t Ever Leave Me Love (russischsprachige Version)
- 2003: Don’t Ever Leave Me Love
- 2003: Kill My Girlfriend (russischsprachige Version)
- 2003: Till The Morning Light
- 2003: Till The Morning Light (russischsprachige Version)
- 2003: Ocean And Three Rivers
- 2003: Stop! Stop! Stop!
- 2004: There Is No More Attraction

### Als Solosängerin (Alben)
- 2016: Личное
- 2017: На Воле
- 2019: Про любовь
- 2023: Сердце В Бинтах

### Als Solosängerin (Live-Alben)
- 2017: Настоящее (Live)
- 2021: Secret Soul

### Als Solosängerin (EPs)
- 2021: Эгоистка

### Als Solosängerin (Singles)
- 2006: My Heart
- 2007: The Best Girl
- 2008: Get used to it
- 2010: Холодное сердце (mit GeeGun)
- 2010: Drama
- 2010: Jealousy
- 2011: Cosmos
- 2012: What have I done
- 2013: Между нами кайф
- 2014: Сердце в бинтах
- 2014: Дотронься
- 2015: Тише (mit MONATIK)
- 2018: Шантарам (mit Lesha Svik)

## Filmografie
- 2003: Zolushka (Fernsehfilm)
- 2010: Tungusskiy meteorit (Fernsehserie)
- 2011: Beremennyy